# Aloe abyssinica
Aloe abyssinica é uma espécie de liliopsida do gênero Aloe, pertencente à família Asphodelaceae.